# Spicy Horse
Spicy Horse (кит. упр. 麻辣馬, пиньинь Má là mǎ) — независимая шанхайская компания, разработчик компьютерных игр, основанная Америкэном Макги в 2007 году и закрытая 30 июля 2016 года .

## История
Компания была основана в 2007 году геймдизайнером Америкэном Макги, и являлась крупнейшей западной компанией-разработчиком в Китае.
В компании, расположенной в районе Чжабэй, работают более чем 70 человек.

#### Закрытие компании
30 июля 2016 года Американ Макги объявил что компания закрыта. В июле 2016 в компании работало всего 6 человек. Самое больше количество сотрудников какие работали в компании было 85 человек. Макги перед закрытием сказал:

За 10 лет в Шанхае, Spicy Horse создала 10 игр. Он сказал, что эти годы были невероятными и выразил благодарность коллегам и поклонникам за поддержку. Так же пообещал поддержку существующих онлайновых игр Spicy Horse. 

Однако официальный сайт spicyhorse.com в данный момент не работает.
Макги заявил что хочет создавать новые Инди игры используя старый бренд.

## Продукция
Их первая игра, American McGee's Grimm, была выпущена на GameTap в июле 2008 года в виде эпизодов, и они выпускались до марта 2009 года. Игра использовала движок Unreal Engine 3 компании Epic Games.
Spicy Horse разработала продолжение American McGee's Alice для Electronic Arts под названием Alice: Madness Returns. Релиз игры состоялся 14 июня 2011 года в США, 16 июня — в Австралии, 17 июня — в Европе и 21 июля — в Японии. Кроме того, они создали малую компанию, Spicy Pony, которая занимается созданием цифровых мобильных медиаигр для iPhone. Их первая игра, DexIQ, была выпущена в начале декабря 2009 года. Их второй проект — адаптация Красной Шапочки для IPad под названием Akaneiro.

## Игры
| Название                         | Год  | Платформа (ы)                      | Издатель        | Примечание                                                      |
| -------------------------------- | ---- | ---------------------------------- | --------------- | --------------------------------------------------------------- |
| American McGee's Grimm           | 2008 | Windows                            | GameTap         | Эпизодический истории, основанные на сказках братьев Гримм.     |
| DexIQ                            | 2009 | iPad, iPhone, iPod                 |                 | Игра-головоломка                                                |
| American McGee Presents Akaneiro | 2010 | iPad                               |                 |                                                                 |
| American McGee's Crooked House   | 2010 | iPad, iPhone, iPod                 |                 | Игра-головоломка                                                |
| Alice: Madness Returns           | 2011 | PlayStation 3, Xbox 360, Windows   | Electronic Arts | Продолжение American McGee's Alice                              |
| BigHead Bash                     | 2012 |                                    |                 | Многопользовательский сайд-скроллер (Не выпущена)               |
| Crazy Fairies                    | 2012 | Мобильные устройства, Facebook     |                 | Находилась на стадии закрытого бета-тестирования. (Не выпущена) |
| Akaneiro: Demon Hunters          | 2013 | браузеры, устройства на базе Tegra | Spicy Horse     |                                                                 |